# Колен Дагба
Колен Дагба (фр. Colin Dagba, нар. 9 вересня 1998, Бетюн) — французький футболіст бенінського походження, захисник клубу «Парі Сен-Жермен». На умовах оренди грає за «Осер».

## Ігрова кар'єра
Народився 9 вересня 1998 року в місті Бетюн в родині бенінця і француженки. Вихованець юнацьких команд футбольних клубів «Ланс» та «Булонь». 22 серпня 2015 року вперше вийшов на поле в поєдинку резервної команди «Булоні» проти клубу «Марк». Всього в дебютному сезоні провів 19 матчів за резервістів.
18 березня 2016 року дебютував за першу команду «Булоні» в поєдинку третього дивізіону проти «Бастії», провівши на полі весь матч.
Влітку 2016 року перебрався в другу команду «Парі Сен-Жермена». 17 вересня 2016 року дебютував за неї в поєдинку проти «Бержерака». Всього в сезоні провів шість матчів. 3 липня 2017 року підписав трирічний контракт з «Парі Сен-Жерменом». Сезон 2017/18 провів також у другій команді, зігравши 19 зустрічей, практично завжди з'являвся в стартовому складі.
Перед сезоном 2018/19 проводив збори з основною командою. 4 серпня 2018 року дебютував за неї в поєдинку Суперкубка Франції проти «Монако». Дагба вийшов на поле в стартовому складі і провів весь матч. 12 серпня того ж року дебютував у Лізі 1, вийшовши у стартовому складі на зустріч першого туру проти «Кана». Дагба також вийшов у старті і також провів дев'яносто хвилин. У першому ж сезоні виграв з командою чемпіонат Франції, а також став фіналістом національного кубка. Станом на 13 вересня 2019 року відіграв за паризьку команду 20 матчів у національному чемпіонаті.

## Виступи за збірну
З 2019 року залучався до матчів молодіжної збірної Франції, у її складі поїхав на молодіжний чемпіонат Європи 2019 року в Італії.

## Статистика виступів

### Статистика клубних виступів
| Сезон                       | Команда                     | Чемпіонат                   | Чемпіонат | Чемпіонат | Національний кубок | Національний кубок | Національний кубок | Континентальні кубки | Континентальні кубки | Континентальні кубки | Інші змагання | Інші змагання | Інші змагання | Усього | Усього |
| Сезон                       | Команда                     | Ліга                        | Ігор      | Голів     | Ліга               | Ігор               | Голів              | Ліга                 | Ігор                 | Голів                | Ліга          | Ігор          | Голів         | Ігор   | Голів  |
| --------------------------- | --------------------------- | --------------------------- | --------- | --------- | ------------------ | ------------------ | ------------------ | -------------------- | -------------------- | -------------------- | ------------- | ------------- | ------------- | ------ | ------ |
| 2015–16                     | «Булонь»                    | НЧ (ІІІ)                    | 1         | 0         | КФ+КЛ              | -                  | -                  |                      | -                    | -                    |               | -             | -             | 1      | 0      |
| 2016–17                     | «Парі Сен-Жермен»           | Л1                          | -         | -         | КФ+КЛ              | -                  | -                  | ЛЧ                   | -                    | -                    | СФ            | -             | -             | -      | -      |
| 2017–18                     | «Парі Сен-Жермен»           | Л1                          | -         | -         | КФ+КЛ              | -                  | -                  | ЛЧ                   | -                    | -                    | СФ            | -             | -             | -      | -      |
| 2018–19                     | «Парі Сен-Жермен»           | Л1                          | 17        | 0         | КФ+КЛ              | 3+0                | 0                  | ЛЧ                   | 1                    | 0                    | СФ            | 1             | 0             | 22     | 0      |
| Усього за «Парі Сен-Жермен» | Усього за «Парі Сен-Жермен» | Усього за «Парі Сен-Жермен» | 17        | 0         |                    | 3                  | 0                  |                      | 1                    | 0                    |               | 1             | 0             | 22     | 0      |
| Усього за кар'єру           | Усього за кар'єру           | Усього за кар'єру           | 18        | 0         |                    | 3                  | 0                  |                      | 1                    | 0                    |               | 1             | 0             | 23     | 0      |

## Титули і досягнення
- Володар Суперкубка Франції (3):

«Парі Сен-Жермен»: 2018, 2019, 2020
- Чемпіон Франції (3):

«Парі Сен-Жермен»: 2018-19, 2019-20, 2021-22
- Володар Кубка Франції (2):

«Парі Сен-Жермен»: 2019-20, 2020-21
- Володар Кубка французької ліги (1):

«Парі Сен-Жермен»:  2019-20